# Xanthoparmelia norwalteri
Xanthoparmelia norwalteri är en lavart som beskrevs av Hale. Xanthoparmelia norwalteri ingår i släktet Xanthoparmelia och familjen Parmeliaceae.   Inga underarter finns listade i Catalogue of Life.